# NGC 3687
NGC 3687 este o galaxie spirală situată în constelația Ursa Mare. A fost descoperită în 22 februarie 1789 de către William Herschel. Se află la o distanță de 38,4 de megaparseci de Pământ.